# Ardgroom
Ardgroom (irisch Dhá Dhrom) ist ein kleines Dorf auf der Beara-Halbinsel im Westen des County Cork in Irland. Es liegt an der Ardgroom Harbour genannten Bucht, an der Nordseite der Halbinsel, nahe der Grenze zum County Kerry. Es ist ein irisches National Monument.
Östlich des Dorfes, in einer Region die als Ardgromm Outward bezeichnet wird und an der Straße nach Lauragh liegt, befindet sich eine Reihe megalithischer Monumente, darunter Boulder Burials, Forts, Menhire, Steinreihen und Steinkreise. 

## Steinkreise
In der Republik Irland gibt es 187 Steinkreise. Die Mehrheit befindet sich mit 103 Kreisen im County Cork. 20 Kreise liegen im County Kerry und 11 im County Mayo.

### Canfea
Der malerischste ist der dem Dorf nächstgelegene, südwestliche Steinkreis „Canfea“, der auch unter dem Namen „Ardgroom SW Circle“ bekannt ist. Ungewöhnlich sind dessen durchweg kegelförmige Steine, die sich in ähnlicher Form nur beim Steinkreis von Drombohilly finden. Der Kreis von Canfea bestand aus elf Steinen, von denen noch neun im Kreis stehen. Ein weiterer Stein steht außerhalb des Kreises, durch den auch eine niedrige Mauer verläuft.

### Dromard
Das nahe Ringfort von Dromard ist eines der Beispiele für ein Fort, das ein Souterrain enthält. (Nicht zu verwechseln mit dem Souterrain von Drumad im County Louth). Der verschüttete Eingang liegt im Mittelpunkt der andere liegt im Westen. Der Gang ist etwa sechs Meter lang und einen Meter hoch und breit. Zum Bau (earth-cut) wurden keine Steine verwendet. Bei Souterrains wird zwischen „earth-cut“, „rock-cut“, „mixed“, „stone built“ und „wooden“ (z. B. Coolcran, County Fermanagh) Souterrains unterschieden. Am Ende des Ganges befindet sich eine Kammer von unregelmäßiger Form. Sie ist etwa drei Meter lang, einem Meter hoch und 1,2 m breit. Es gibt zwei enge Gänge, einer nach rechts und der andere nach links, die von ihr ausgehen. Die gewölbten Gänge sind so klein, dass man nur durchkriechen kann. Die zweite Kammer befindet sich, auf der linken Seite. Sie ist etwa zwei Meter lang, 1,2 m breit und einen Meter hoch. Auf ihrer rechten Seite gibt es drei Eingänge zu verschiedenen Kammern. Der einzige nach links gehende, führt zu einer 5,4 m langen, zwei Meter breiten und 1,2 m hohen Kammer. Sie hat ein Gewölbe, wie die anderen, aber es ist nicht so perfekt. Der schmale Gang aus dieser Kammer mündet in einer weiteren vier Meter langen, 1,65 Meter breiten und 1,2 Meter hohen Kammer, die verstürzt ist.